# Psychomyia forcipata
Psychomyia forcipata là một loài Trichoptera trong họ Psychomyiidae. Chúng phân bố ở miền Cổ bắc.